# Diphyus bagdadensis
Diphyus bagdadensis är en stekelart som först beskrevs av František Gregor Jr 1940.  Diphyus bagdadensis ingår i släktet Diphyus och familjen brokparasitsteklar. Inga underarter finns listade i Catalogue of Life.